# Schlauchturm mit Turmuhr von Rupprechtstegen
Der Schlauchturm mit Turmuhr ist eine Sehenswürdigkeit im Gemeindeteil Rupprechtstegen der Gemeinde Hartenstein in Bayern.

## Der Turm

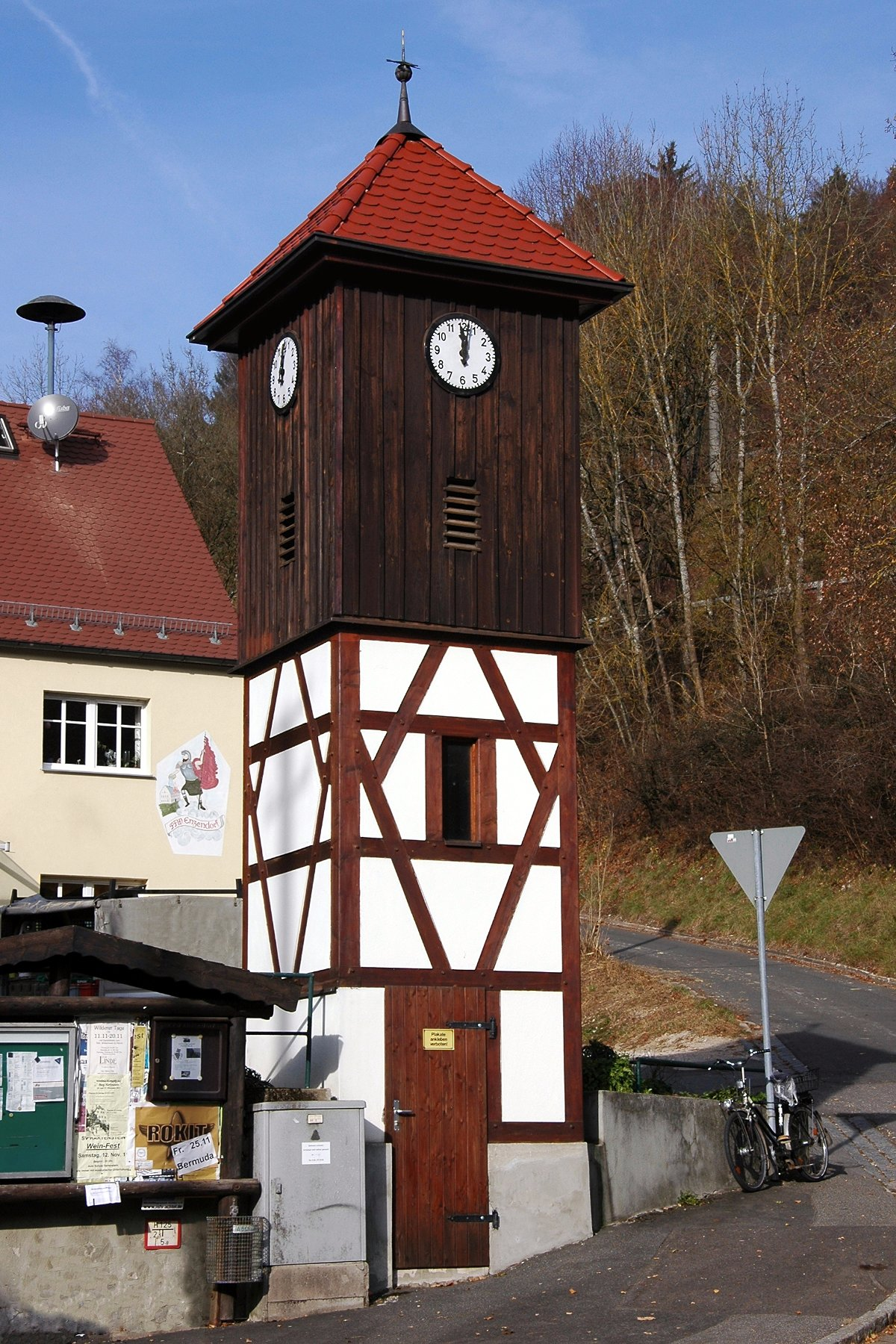
Der Uhrenturm von Rupprechtstegen

Der Turm wurde früher als Schlauchturm zur Trocknung von Feuerwehrschläuchen benutzt. Während sich die alte Feuerspritze in Lungsdorf befindet, steht das neue Spritzen- und Feuerwehrhaus etwas oberhalb des alten Feuerwehrhauses, das in den 1960er Jahren abgerissen wurde. Nur der alte, in den 1870er Jahren errichtete Trockenturm ist geblieben. Er dient als Turm für die alte Bahnhofsuhr, die 1936 ausgemustert wurde.
Noch dreißig Jahre länger als die Uhr gab es den alten Bahnhof. Das einstige Bahnhofsgebäude steht zwar noch, doch den Bahnhof Rupprechtstegen gibt es nicht mehr. Unmittelbar daneben wurde als moderner Ersatz ein Haltepunkt als Unterstand aus Stahl, Kunststoff und Blech, mit einem Fahrkartenautomaten und einer Bank eingerichtet. Die Uhr bzw. das Uhrwerk war 1876 von der Münchner Firma Johann Neher erbaut worden und hatte ihre Dienste für die neu eingerichtete Eisenbahnlinie von Nürnberg nach Neuhaus an der Pegnitz geleistet. Als die Bahnhofsuhr von der damaligen Reichsbahn ausgemustert wurde, wollte man sie nicht entsorgen. Die Gemeinderäte von Enzendorf, das Bürgermeisteramt befand sich in Rupprechtstegen, die Polizeistation und das Postamt und Telegraphenamt wollten das Uhrwerk im Trockenturm der damaligen Feuerwehr einrichten. Im Mai 1936 wurde die alte Bahnhofsuhr von der Firma Johann Förster in den Turm im Ortskern eingebaut.
Der Turm steht auf einem quadratischen Mauersockel, das Fachwerk ist in der unteren Hälfte mit Steinen ausgemauert, die obere Hälfte ist mit senkrechten Holzbrettern verschalt und mit Lüftungsfenstern versehen; daran erkennt man noch seine einstige Funktion. Der Turm ist etwa fünf Meter hoch, mit einem vierseitigen Zeltdach bedeckt und trägt einen Dachreiter in der Mitte.
Im Turm führt eine schmale Holztreppe nach oben und ermöglicht den Zugang zum Uhrwerk.

## Das Uhrwerk

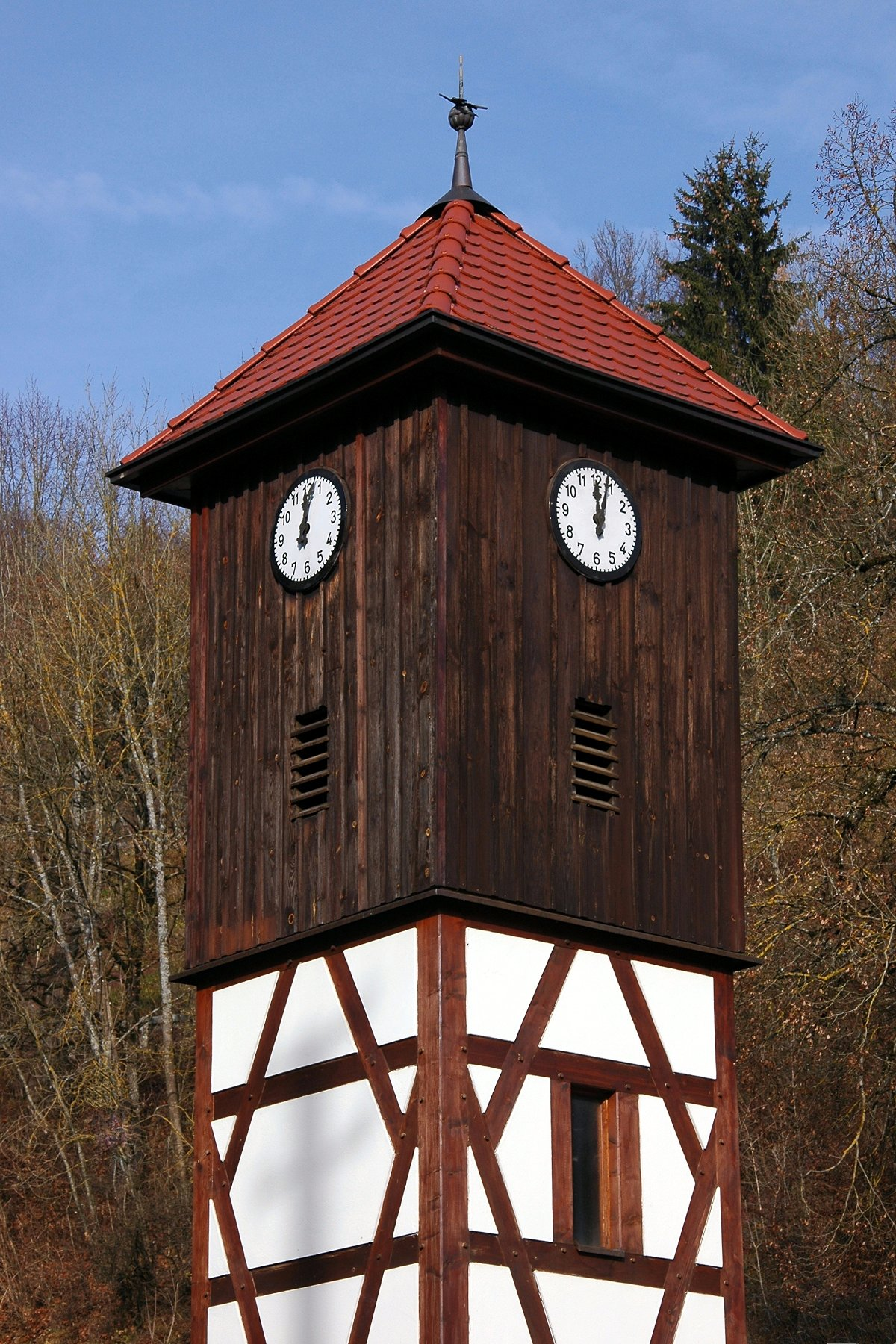
Oberer Teil des Uhrenturms

Es handelte sich ursprünglich um ein Uhrwerk mit Pendel und einer Aufzugsmechanik mit Gewichten. Der Handaufzug mit einer Kurbel an der Mechanik befand sich oben im Turm. Von den beiden Glocken mit mechanisch angetriebenem Schwingklöppel zeigte je eine die vollen Stunden und eine die Viertel- und halben Stunden an. Das Werk lief maximal 30 Stunden und musste jeden Tag aufgezogen werden. Das Glockenwerk hatte man bereits abgestellt, es war oft sehr laut und störte den Schlaf der Rupprechtstegener in der nächsten Umgebung. Die Familie Weber, die unmittelbar daneben wohnt, bemühte sich viele Jahre um den Erhalt; sie zog die Uhr täglich einmal auf, damit sie immer die richtige Zeit anzeigte. Sie ging allerdings nicht immer genau.
Anfang 2007 wurde der denkmalgeschützte Uhrturm teilweise mit Mitteln der Dorf- und Flurerneuerung renoviert.
Im Jahre 2015 kam es zu einem Defekt an der historischen Uhr, die in der Folge leider als irreparabel eingeschätzt wurde. Der Gemeinderat Hartenstein beschloss daher den Ersatz durch ein elektrisches Uhrwerk, womit auch die mühevolle Aufgabe des täglichen Aufziehens entfiel.
Es wird die Zeit in drei Himmelsrichtungen angezeigt, in der vierten Himmelsrichtung befinden sich die Glockenkörper. Die drei Zifferblätter sind einfach und glatt, mit schwarzen Zeitmarkierungen auf weißem Grund und arabischen Ziffern. Die Zeiger sind im zeitgenössischen Stil schwarz gehalten. Die Uhr ist weithin gut sichtbar. Der Turm steht an der Durchgangsstraße in Rupprechtstegen, auf halbem Wege zum Bahnhof.